# 玉皇朝
玉皇朝出版有限公司為香港主要的漫畫出版社之一，創辦人為黃玉郎，以發行原創漫畫、周邊商品及海外漫畫香港版為主要業務。除以上商品外，近年亦有推出動畫及在線遊戲。

## 歷史
於2003年成立玉郎動畫有限公司經營動畫創作，並與中國中央電視台合拍52集動畫《神兵小將》，改編自玉皇朝其中一部最受歡迎的人氣原創漫畫《神兵玄奇》。2007年11月玉皇朝正式收購內地動畫製作公司鴻鷹集團，以配合公司全力發展大陸之原創動漫市場。
JD COMICS 原屬玉皇朝旗下國際部，由於玉皇朝近年漫畫銷量每況愈下，於2011年出售國際部。現時JD COMICS漫畫雖仍有玉皇朝商標，實際和玉皇朝無任何關係。國際部主要出版由香港以外地區授權的漫畫，包括日本漫畫、少量韓國漫畫、少量大陸漫畫等。目前JD COMICS每月出版數十種日本漫畫，暢銷書比率亦十分高，過往有著名的少年漫畫《魁!!男塾》、《北斗之拳》和少女漫畫《凡爾賽玫瑰》，近年的《天使之心》、《頭文字D》、《花樣男子》和《鋼之鍊金術士》亦長期高踞全港日本漫畫排行榜首位。
2014年7月17日，寰宇國際宣佈建議向賣方收購玉皇朝多媒體全部或部份持股。目前，賣方合共持有玉皇朝多媒體股本78.64%；後者主要從事漫畫及動畫的製作與發行，及多種多媒體技術研究與開發。

## 分類
JD COMICS 的漫畫分為四大叢書，包括：
- GREEN LABEL（少年漫畫）
- RED LABEL（劇情漫畫）
- PINK LABEL（少女漫畫）
- BLACK LABEL（潮流漫畫）

## 外部連結
- 玉皇朝國際日本漫畫資訊的Facebook專頁
- 官方网站